# 이지스 (프로게이머)
이지스(본명: 김근모, 1999년 2월 4일 ~ )는 대한민국의 전직 리그 오브 레전드 프로게이머이다. 선수 시절 포지션은 서포터였으며 아이디는 Aegis이었다. 트위치의 스트리머로도 활동했다.

## 선수 시절
2017년 9월, 에버8 위너스에 입단하면서 프로 커리어를 시작했다.
2018년 1월, 콩두 몬스터에 입단했다.
2018년 4월 12일, 에버8 위너스로 다시 입단했다. 이후 승강전 로스터에 합류했다.
2018년 6월 8일, GC 부산 라이징 스타에 입단했다.

## 소속팀
| # | 팀명                | 소속 기간             | 소속 리그 | 비고 |
| - | ------------------- | --------------------- | --------- | ---- |
| 1 | 에버8 위너스        | 2017.09.05~2017.12.18 | LCK       |      |
| 2 | 콩두 몬스터         | 2018.01~2018.04.12    | LCK       |      |
| 3 | 에버8 위너스        | 2018.04.12~2018.05.31 | CK        |      |
| 4 | GC 부산 라이징 스타 | 2018.06.08~2018       | CK        |      |